# Friederike Luise Löffler

Neues Stuttgarter Kochbuch (1915) von Friederike Luise Löffler

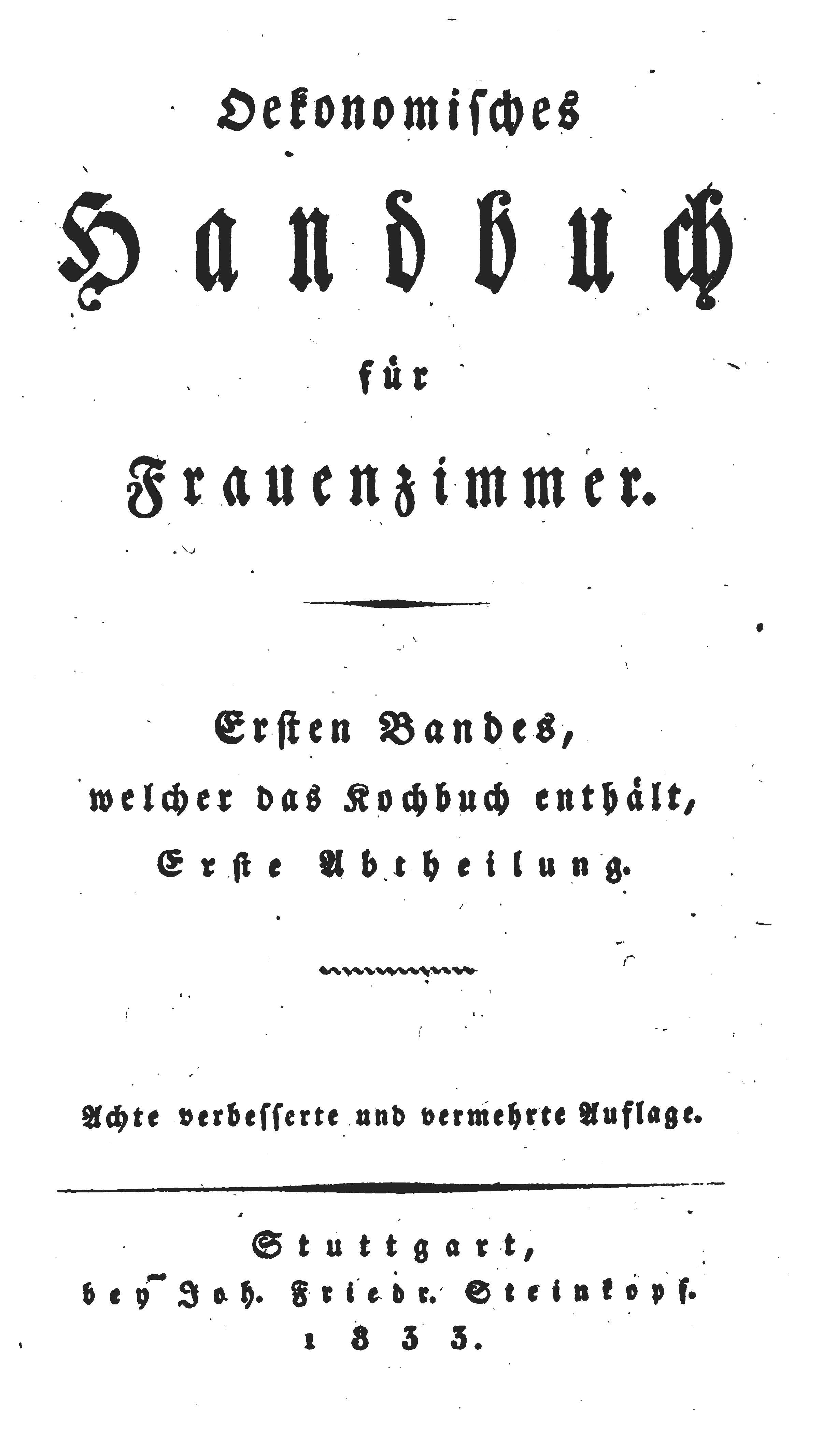
Titelblatt von „Ökonomisches Handbuch für Frauenzimmer“ von Friederike Luise Löffler, 1833

Friederike Luise Löffler (* 9. August 1744 in Kürnbach als Friederike Herbord, auch als „Löfflerin“ bekannt; † 20. Dezember 1805 in Stuttgart) war Haushälterin am Hofe Herzog Carl Eugens von Württemberg und Köchin der württembergischen Landschaften. Sie verfasste ein für ihre Zeit revolutionäres Kochbuch, das zwischen 1791 und 1930 38 Auflagen erlebte.

## Leben
Friederike Herbord stammte aus einer bekannten württembergischen Familie. Ihre Eltern waren der Apotheker Friedrich Christoph Herbord und Maria Herbord geb. Scholl. Es wird angenommen, dass Friederike Herbord die Küche ihres Heimatorts Kürnbach, in der die badische und die württembergische Esskultur zusammentrafen, in der Wirtschaft Drei Mohren erlernte, die sich im gleichen Haus wie die väterliche Apotheke befand. Außerdem besuchte sie oft ihren Onkel in Bietigheim, der eine gutgehende Gastwirtschaft hatte und im Ruf stand, ein Spitzenkoch zu sein.
Über Herbords Lebensweg ist nur wenig bekannt. Nach einer ersten Anstellung beim Geheimen Rath von Hopfer trat sie um 1770 eine Stelle am Hof des württembergischen Herzogs Carl Eugen an. Am 12. August 1779 heiratete sie „ohne Proklamation, in aller Stille und vermöge herrschaftlichen Befehls“ Johann Friedrich Löffler, Trompeter und Pauker der herzoglichen Garde zu Pferde. Kurz nach der Eheschließung bekam das Ehepaar eine Tochter, Henriette Rosine. Insgesamt bekam Friederike Löffler sieben Kinder.
Zum Zeitpunkt der Heirat war Löffler „herrschaftliche Beschließerin“ (Haushälterin) am herzoglichen Hof. Später, die genaue Zeit ist nicht bekannt, wurde sie zudem „Landschaftsköchin“, das heißt Köchin für die gemeinsam speisenden Abgeordneten des Herzogtums, die Landschaften genannt wurden.
Ende des 18. Jahrhunderts gab es noch keine Anleitungen für die Zubereitung abwechslungsreicher und schmackhafter Gerichte, die sich für eine Köchin in einem bürgerlichen Privathaushalt eigneten. Löffler, die in den 1780er Jahren in Stuttgart eine Gastwirtschaft betrieb, erkannte die Marktlücke und veröffentlichte 1791 beim Antiquar Johann Christoph Betulius in Stuttgart das Neue Kochbuch oder geprüfte Anweisung zur schmackhaften Zubereitung der Speisen, des Backwerks, der Confecturen, des Gefrornen und Eingemachten. Das Kochbuch wurde zu einem „Jahrhundert-Bestseller“. Der Erfolg des Kochbuchs beruhte darauf, dass Löffler die Rezepte tatsächlich alle selbst ausprobiert hatte. Sie verbürgte sich für die leichte und erfolgreiche Nachkochbarkeit ihrer Rezepte und achtete auf genaue Angaben. Löffler verwendete in den Rezepten zahlreiche französische Begriffe, deren Aussprache sie in Klammern vermerkte. Der Aufbau des Kochbuchs folgte der Menüfolge bei Tisch.
1801 gab Löffler einen zweiten Band heraus, nun beim Verlag Johann Friedrich Steinkopf, dem Nachfolgeverlag von Betulius. Das Gesamtwerk hatte jetzt den Namen Oekonomisches Handbuch für Frauenzimmer. Der zweite Band behandelte „die übrigen dem schönen Geschlechte vorzüglich nützlichen und dess Berufsgeschäften angemessenen Kenntnisse. Abhandlungen von Frauenzimmerarbeiten von Haushaltungssachen und Schönheitsmitteln nebst einem Anhange von Speisen und Getränken für Kranke, von der Diät der Kindbettnerinnen, und einer Abhandlung über die Erziehung der Kinder in den ersten Lebensjahren.“
Als Löffler 1805 starb, waren bereits vier Auflagen ihres Kochbuchs erschienen und sie hatte die fünfte noch selbst vorbereitet. Bis 1930 erschienen im Steinkopf-Verlag 38 Auflagen, dazu kamen noch viele Raubdrucke und Anleihen anderer Verlage. Das erfolgreiche Kochbüchlein für die Puppenküche von Julie Bimbach beruhte ausdrücklich auf Löfflers Buch.
Ihre Tochter Henriette Löffler, verheiratete Huttenlocher, veröffentlichte ebenfalls ein Kochbuch und verwendete dabei aus Werbegründen ihren Geburtsnamen.

## Ehrungen
In Kürnbach ist der Löfflerinweg nach Friederike Luise Löffler benannt.

## Werke
- Neues Kochbuch oder geprüfte Anweisung zur schmackhaften Zubereitung der Speisen, des Backwerks, des Confekts, des Gefrornen und des Eingemachten. Betulius, Stuttgart 1791.
  - vierte Auflage von 1825 online im Internet Archive
  - achte Auflage von 1833 online im Internet Archive
  - 21. Auflage von 1897 online im Internet Archive
  - 25. Auflage von 1907 online im Internet Archive
  - Kürnbacher Koch-Kunst. Nachdruck zum 200. Todestag von Friederike Luise Löffler. Hrsg.: Reinhard Schmid. 1. Auflage. Hirsch, Bretten 2005 (Enthält auch den Nachdruck des Buches von Julie Bimbach).
- Oekonomisches Handbuch für Frauenzimmer. Abhandlungen von Frauenzimmerarbeiten, von Haushaltungssachen und von Schönheitsmitteln nebst einem Anhang von Speisen und Getränken für Kranke und der Diät der Kindbetterinnen. Johann Christoph Betulius, Stuttgart 1792 (online im MDZ-Reader der Bayerischen StaatsBibliothek BSB, eingeschränkte Vorschau in der Google-Buchsuche).
  - Ökonomisches Handbuch für Frauenzimmer von F. L. Löflerin. Faksimile Reprint der Ausgabe Stuttgart 1795. Steinkopf, Stuttgart 1977, ISBN 978-3-7984-0342-0.